# والوشا دي سوسا
والوشا دي سوسا (بالإنجليزية: Waluscha De Sousa)‏ (مواليد 28 نوفمبر 1979) هي ممثلة وعارضة أزياء هندية. ظهرت لأول مرة في الفيلم الهندي Fan.
تنحدر والوشا دي سوسا من جوا وهي من أصل برتغالي وألماني. اكتشفها مصمم الأزياء الهندي الشهير ويندل رودريكس في سن السادسة عشرة.
عاشت والشا على الشاطئ وكانت رياضية في سنوات نموها. تحب الهواء الطلق. درست في «سيدة الوردية» في دونا باولا في بانجيم وانتقلت لاحقًا إلى سانت كزافييه في جوا.

## وصلات خارجية
- والوشا دي سوسا على موقع IMDb (الإنجليزية)